# 燕平公
燕平公（？—前505年），中國春秋時期的燕國君主，继燕共公之位。
此時晉公室微，六卿始強大。在位十九年卒，燕孝公立，一說燕簡公立。
| 前任： 燕共公 | 燕國君主 前523年—前505年 | 繼任： 燕前簡公 |